# Cuộc vây hãm Phalsbourg
Cuộc vây hãm Phalsbourg là một trận bao vây trong chiến dịch chống Pháp vào các năm 1870 – 1871 của quân đội Đức, đã diễn ra từ tháng 8 cho đến ngày 2 tháng 12 năm 1870 tại pháo đài Phalsbourg (Pfalzburg) ở vùng núi Vosges của Pháp. Sau một trận vây hãm kéo dài trong suốt 4 tháng trời, quân đội Pháp đồn trú tại Phalsbourg dưới quyền chỉ huy của viên sĩ quan Talhouet đã bị buộc phải đầu hàng vô điệu kiện trước các lực lượng vây hãm của Phổ-Đức dưới sự chỉ huy của Thiếu tá Von Giese (vốn đã thay thế sư đoàn số 12 dưới sự chỉ huy của tướng Wilhelm von Tümpling thuộc quân đoàn VI của Phổ để thực hiện cuộc vây hãm). Thắng lợi trong cuộc bao vây Phalsbourg đã mang lại cho quân đội Phổ không ít tù binh gồm sĩ quan và binh lính Pháp, và người Phổ đã đưa tù binh của mình về nước Đức. Tất cả các khẩu đại bác của quân Pháp đều bị phá hủy trong quá trình diễn ra cuộc vây hãm Phalsbourg. Sự thất thủ của Phalsbourg là một trong những chiến thắng liên tiếp của quân đội Đức trong cuộc chiến tranh. Cuộc phòng ngự mạnh mẽ của quân đội Pháp tại Phalsbourg đã được đánh giá cao, đồng thời lòng dũng cảm cùng với tài nghệ của các lực lượng vây của Đức vốn yếu thế về mặt quân số cũng được nhìn nhận tích cực.
Pháo đài Phalsbourg nằm chế ngự tại các đoạn đường từ Strasbourg tới Nancy và Paris, và là một trong những pháo đài của Pháp đã tuyên bố tình trạng bị vây hãm ngay từ khi cuộc Chiến tranh Pháp-Đức bùng nổ: từ đầu tháng 8 năm 1870, Binh đoàn thứ ba của Đức đã tiếp cận với pháo đài. Các lực lượng thuộc Sư đoàn số 12 của Đức đã nhận được trọng trách đánh chiếm pháo đài, và đã bắt đầu thực hiện cuộc phong tỏa Phalsburg ngay từ chiều ngày 13 tháng 8. Sau khi người Pháp từ chối đầu hàng, quân đội Đức dưới sự điều khiển của Thái tử Friedrich Wilhelm đã tiến hành một cuộc pháo kích vào các bức trường thành của Phalsbourg. Trước hỏa lực mạnh mẽ của lực lượng pháo binh Đức, nhiều công trình đã bị phá hủy, và các hàng phòng ngự của quân trú phòng Pháp bị quét tan, song Thiếu tá Talhouet chỉ huy quân trú phòng của Pháp đã khước từ sự chiêu hàng của người Đức. Trước tình hình đó, Quân đoàn VI phải rời khỏi Phalsbourg để tiếp tục bước tiến của mình, để lại 2 tiểu đoàn quan sát Phalsbourg. Song, trong các ngày 18 – 19 tháng 8, nhiều đơn vị dân quân Landwher và Schlesien cùng với một khẩu đội pháo của Đức đã thế chân đội quân vây hãm ban đầu, và chính thức phong tỏa Phalsbourg. Vào ngày 24 tháng 8, quân Pháp đã thực hiện một cuộc phá vây nhằm vào ngôi làng Unter-Eichen-Baracken và giành thắng lợi ban đầu, trước khi bị quân tiếp viện của Phổ đẩy lùi. Trong mấy ngày sau đó, quân Pháp cũng tiến hành một vài cuộc phá vây với kết quả tương tự. Mặc dù đội quân vây hãm của Phổ được tăng viện, vào đầu tháng 9, quân Pháp lại phát động một cuộc phá vây và bị đè bẹp. Trong quá trình bao vây, quân đội Phổ đã tỏ ra hết sức cẩn mật, do các lực lượng franc-tireur của Pháp thường hoạt động quanh Lützelburg, trước khi các lực lượng franc-tireur chuyển về phía nam vào đầu tháng 10.
Địa hình Phalsbourg tỏ ra khó khăn đối với đội quân vây hãm, nhưng sau một thời gian lâu dài, tình hình cho người Đức thấy sự cần thiết của một đợt pháo kích. Vào ngày 24 tháng 11, một cuộc pháo kích ngắn đã nổ ra mạnh mẽ, và cuộc kháng cự của pháo binh Pháp đã không thể gây thiệt hại đáng kể cho đối phương. Đội quân trú phòng của Pháp đã lâm vào tình thế khó khăn, và vào ngày 11 tháng 12, người Đức đã từ chối sự đầu hàng có điều kiện của Pháp, và một số lính Garde Mobile của quân Pháp đã bỏ trốn khỏi pháo đài. Vào ngày 12 tháng 12, quân Pháp đầu hàng và quân đội Đức tiến vào Phalsbourg vào ngày 14 tháng 12, cùng ngày với sự thất thủ của pháo đài Montmédy. Nguyên nhân sự đầu hàng của quân đội Pháp tại Phalsbourg được cho là do khan hiếm lương thực và một cơn dịch đậu mùa, và Thiếu tá Giese đã được khen ngợi vì sự bền bỉ của ông trong cuộc vây hãm thành công này.